# Anna Le Moine
Anna Le Moine, anciennement connue sous le nom d'Anna Svärd, (née le 30 octobre 1973 à Sveg) est une curleuse suédoise.

## Biographie

### Jeux olympiques
- Jeux olympiques d'hiver de 2006 à Turin  Italie:
  -  Médaille d'or en Curling.
- Jeux olympiques d'hiver de 2010 à Vancouver  Canada:
  -  Médaille d'or en Curling.